# Pangrapta wollastoni
Pangrapta wollastoni är en fjärilsart som beskrevs av Rothschild 1916. Pangrapta wollastoni ingår i släktet Pangrapta och familjen nattflyn. Inga underarter finns listade i Catalogue of Life.